# لوکارا دایموند
لوکارا دایموند (انگلیسی: Lucara Diamond) شرکت معدن کانادایی است، که در سال ۲۰۰۹ تأسیس شد.